# Illa Duke
L'illa Duke (en tlingit: G̠ilʼi Shakʼ) és una illa de les illes Gravina de l'arxipèlag Alexander, al sud-est de l'estat d'Alaska, Estats Units. Es troba al nord de la frontera entre el Canadà i els Estats Units, al sud de l'illa Annette. Fa 19 quilòmetres de llarg per 13 quilòmetres amplada i té una superfície de 149,4 km². La seva altura màxima és de 542 msnm.
L'illa va ser nomenada el 1879 en honor al duc de Northumberland per l'explorador i naturalista estatunidenc William Healey Dall, que va prendre el nom del promontori sud de l'illa que George Vancouver havia batejat com a Cap Northumberland el 1793.